# 周顛
周顛（？—？），明朝初年顛僧，建昌（今江西永修）人。本名不详，因为行事疯癫，人称周颠。
朱元璋討陳友諒時，周顛一直來求見，朱元璋很反感，於是把他處以烹殺，但是燒不死他，於是朱元璋將他寄養於蔣山寺。《明史·方伎传》以《周顛仙傳》為根據收錄他的传记。朱元璋親著《周顛仙傳》，纪周颠仙事迹。內有太祖御制《祭天眼尊者文》一首，《群仙詩》及《赤脚僧詩》各一首。
民間相傳，朱元璋病時，夢見一個佛坐在龍椅上念經，隨即降下一個彗星，火焚宮殿。於是從庐山找來周顛發問，是不是亡國之兆。周顛說：「佛在龍座上，宮殿又有火，象徵國號『大明』，是國家昌盛之意。」朱元璋說：「彗星是不是周公輔政？」周顛卻笑著說：「不是周公，就是召公。這個佛不是被召公趕走，就是要幫助召公。」周顛就走了。朱元璋一直不理解，到自己死前才突然理解了，把年輕時穿過的一套袈裟與一柄匕首包好，拿給建文帝，說：「我本來出身就是和尚，有困難的時候，你也知道該怎麼辦。」

## 小說形象
在金庸小說《倚天屠龍記》中，與冷謙、說不得、彭瑩玉及張中並稱明教五散人。
人稱瘋子，武功很不錯，性格胡鬧、激動，口才了得，忠於明教，為令張無忌勝過少林三僧，不惜用匕首在自己臉上劃了一條條線，並用匕首揚言自殺，雖然成功令少林三僧分心，但卻自此變得極醜。

## 影视形象
- 野峰：1978  無綫電視《倚天屠龙记》
- 崔福生：1984台灣台視《倚天屠龙记》
- 秦煌：1986  無綫電視《倚天屠龙记》
- 赵舜：1994  台灣台視《倚天屠龙记》
- 王俊棠：2001  無綫電視《倚天屠龙记》
- 李连义：2003  台灣華視《倚天屠龙记》
- 杨念生：2009  中國《倚天屠龙记》
- 杨一威：2019  中國《倚天屠龙记》

## 延伸阅读
[在维基数据编辑]
 《明史卷二百九十九》，出自《明史》